# Televiziunea în Estonia
Televiziunea din Estonia a fost introdusă în țară în 1955, în urma deciziei guvernului sovietic de a înființa un post de televiziune. Data nașterii televiziunii estoniene este data apariției primului canal de televiziune din Estonia, la 19 iulie 1955, ETV. Acest canalul național de televiziune a păstrat o arhivă din 1955 cu emisiunile în care sunt difuzate aspecte unice ale culturii estone. În prezent, o serie de canale TV funcționează în Estonia, atât în televiziunea prin cablu, cât și în radiodifuziunea publică, transferate din punct de vedere tehnic către televiziunea digitală.

## Istorie
În nordul Estoniei se recepționează și semnale de televiziune din Finlanda. Între anii 1970 și 1980, emisiunile finlandeze au fost mult mai populare decât ofertele sovieto-estone; până la Revoluția prin cântec, mulți estoni bucurându-se de Dallas și de alte programe care au prezentat stiluri de viață care nu erau comuniste. Televiziunea finlandeză de stat Yle a fost mai mult sau mai puțin vizibilă cu televiziunile și receptoarele locale din nordul Estoniei încă din anii 1960. Canalul privat finlandez MTV3 (așa-zisul canal Finlanda 3), care a început să transmită din 1986, putea fi recepționat în Estonia cu o antenă specială la sfârșitul deceniului, astfel doar o minoritate a recepționat canalul MTV3, în ciuda popularității sale ridicate.
Cu toate că reclamele pentru servicii și produse nu erau deloc necunoscute la televiziunea sovietică (Colaj la Televiziunea Centrală a Uniunii Sovietice, Publicitate TV la ETV), canalul privat finlandez MTV3 a făcut publicitate telespectatorilor estoni într-un mod notoriu de bunuri la care nu puteau visa decât în contextul deficitului de bunuri sovietice.
În sudul Estoniei, a existat o situație și mai liberă pe regiuni, unde unele clădiri private și apartamente au fost echipate cu antene satelit, iar unele clădiri cu apartamente aveau televiziune prin cablu. Toate acestea au permis accesul la televiziunea occidentală (în principal cea germană, dar și la alte canale de televiziune gratuite), care, la rândul său, s-a reflectat în mare măsură în moda tinerilor (îmbrăcăminte și coafuri).

## Perioada modernă
Televiziunea digitală a fost lansată oficial pe 15 decembrie 2006, când operatorul Eesti Digitaaltelevisiooni AS și-a lansat serviciul de plată ZUUMtv, operat de Starman, pe două multiplexuri. În 2006, doar ETV era disponibil gratuit, dar din martie 2009, existau deja 7 canale gratuite în difuzare digitală. Semnalul de televiziune digital (DVB-T și DVB-H) este difuzat de Levira. DVB-C este furnizat de operatorii de cablu Starman, STV, Telset, compania de telecomunicații Elion (care oferă și IPTV). Transmițătoarele analogice au fost oprite în iulie 2010.